# Koniec sezonu ochronnego
Koniec sezonu ochronnego (niem. Ende der Schonzeit) – niemiecko-izraelski film obyczajowy z 2012 roku w reżyserii Franziski Schlotterer. Wyprodukowany przez Eikon-Südwest, Laila Films i Südwestrundfunk (SWR).

## Opis fabuły
Akcja filmu rozgrywa się w Niemczech w roku 1942. Fritz (Hans-Jochen Wagner) i Emma (Brigitte Hobmeier) odkrywają, że na ich ziemi ukrywa się młody Żyd Albert (Christian Friedel). W zamian za schronienie chcą, by pomógł im począć dziecko. Rozpoczyna się gra namiętności.

## Obsada
- Brigitte Hobmeier jako Emma
- Hans-Jochen Wagner jako Fritz
- Christian Friedel jako Albert
- Thomas Loibl jako Walter
- Rami Heuberger jako Avi
- Max Mauff jako Bruno
- Michaela Eshet jako Ruth
- Ayala Meidan jako Tami
- Mike Maas jako Ernst
- Wolfgang Packhäuser jako Hans
- Stela M. Katic Prislin jako Erna
- Pepe Trebs jako Karl
- Carla Soravia jako Walters Tochter

i inni